# 罗孟文
罗孟文（1905年—1988年），字质彬，曾用名罗斌、谭章兴、罗国兴，男，江西赣县人，中华人民共和国政治人物，曾任江西省政协副主席，中共江西省委统战部部长，江西省人大常委会副主任，第五届全国政协委员。:192